# 朱婷
朱 婷（しゅ てい、ラテン文字翻記：Zhu Ting、1994年11月29日 - ）は、中国の女子バレーボール選手。

## 来歴
1994年、中国の河南省周口市出身。ジュニアの代表としてアジアジュニア選手権（2012年大会）と女子ジュニア世界選手権（2013年大会）では、MVPに輝いた。
2013年、中国代表に初選出された。同年8月のワールドグランプリで代表デビューすると、予選ラウンド1位通過、ファイナルでも銀メダルを獲得した。2014年にイタリアで開催された世界選手権で銀メダルを獲得し、自身もベストアウトサイドスパイカー賞を受賞した。
2015年8月から9月にかけて開催されたワールドカップにおいて、三大大会11年ぶりとなるチーム優勝の原動力となり、自らもMVPを受賞した。
2016年8月、リオデジャネイロオリンピックにおいて、中国の12年ぶりの金メダル獲得の原動力となり、大会MVP及びベストアウトサイドヒッターに輝いた。
2017年9月、グラチャンで16年ぶりの優勝に導き、自身もMVPとベストアウトサイドヒッター賞を受賞した。

## 球歴
- 三大大会
  - オリンピック - 2016年（金メダル）、2024年
  - 世界選手権 - 2014年（銀メダル）、2018年（3位）
  - ワールドカップ - 2015年・2019年（金メダル）
- その他大会
  - グラチャン - 2017年（優勝）
  - アジア選手権 - 2013年（4位）、2015年（優勝）
  - ワールドグランプリ - 2013年、2014年、2017年
  - ネーションズリーグ - 2018年

## 所属チーム
- 河南女排（2009-2013年）
- 広東恒大女排（2013-2014年）
- 河南女排（2014-2016年）
- ワクフバンク（2016-2019年）
- 天津渤海銀行女排（2019-2021年）
- サヴィーノ・デルベーネ・スカンディッチ（2022-2024年）
- イモコ・コネリアーノ（2024年-）

## 受賞歴
- 2013年 ワールドグランプリ - ウィングスパイカー賞 第1位[10]
- 2013年 アジア選手権 ベストスパイカー
- 2014年 世界選手権 ベストアウトサイドヒッター賞 第1位[5]
- 2015年 アジア選手権 MVP、ベストアウトサイドスパイカー
- 2015年 ワールドカップ MVP
- 2016年 リオデジャネイロオリンピック MVP、ベストアウトサイドヒッター
- 2016年 世界クラブ選手権 ベストアウトサイドスパイカー賞
- 2017年 2016/17欧州チャンピオンズリーグ MVP
- 2017年 世界クラブ選手権 MVP、ベストアウトサイドスパイカー賞
- 2017年 ワールドグランプリ ベストアウトサイドスパイカー賞
- 2017年 グラチャン MVP、ベストアウトサイドスパイカー賞
- 2018年 世界選手権 ベストアウトサイドヒッター賞
- 2019年 ワールドカップ MVP